# Aline Chamereau
Aline Chamereau (* 6. März 1996 in Villeurbanne) ist eine französische Beachvolleyballspielerin.

## Karriere
Chamereau spielte Beachvolleyball 2013 mit Héléna Cazaute, von 2014 bis 2016 mit Ophélie Lusson und von 2016 bis 2018 mit Lézana Placette, mit der sie beim FIVB 1-Stern-Turnier in Agadir Platz drei erreichte. Von 2018 bis 2021 trat Chamereau an der Seite von Alexandra Jupiter an. Die beiden Französinnen standen 2018 im Finale der Mittelmeerspiele. Im folgenden Jahr erreichten sie das Endspiel ihrer Landesmeisterschaft, gewannen die Goldmedaille der Mittelmeer-Strandspiele, wurden Fünfte beim FIVB 3-Sterne-Turnier in Qinzhou und zogen ins Achtelfinale der Europameisterschaften ein, ein Ergebnis, das sie eine Spielzeit später wiederholen konnten. 2021 verpassten sie beim Finale des Continental-Cups in Den Haag die Olympischen Spiele in Tokio. Im gleichen Jahr wurde Clémence Vieira Chamereaus neue Partnerin. Das Duo gewann sowohl 2022 wie auch in der folgenden Saison die französische Meisterschaft, siegte anschließend mit der Nationalmannschaft in der Qualifikation zum CEV Beachvolleyball Nations Cup in  Heraklion, erkämpfte auf der World Beach Pro Tour bei den Futures in Warschau und Brünn die Bronzemedaille und erreichte bei den Challenge-Events in Goa und Chiang Mai das Viertelfinale.
Beste Resultate der Turnierserie 2024 waren vier Achtelfinalteilnahmen bei Challenger-Wettbewerben sowie die überstandene Qualifikation beim Elite16 in Brasilia. Bei den Olympischen Spielen gelang den Französinnen in der Vorrunde ein Satzgewinn. Bei der Europameisterschaft besiegten sie zwar Ahtiainen / Lahti, mussten sich jedoch bei gleicher Anzahl von Siegen  wegen des schlechteren Ballpunktequotienten aus allen Begegnungen gegenüber den Finninnen mit dem letzten Platz im Pool begnügen. Ein Jahr später lief es beim kontinentalen Titelkampf deutlich besser. Vieira / Chamereau bezwangen nach dem Gruppensieg auch die Litauerinnen Kvedaraitė / Kovalskaja in der zweiten Hauptrunde und im Viertelfinale die zweifachen Europameisterinnen  Tīna und Anastasija. Nach dem Erfolg in der Vorschlussrunde gegen die Deutschen Tillmann / Müller erwiesen sich jedoch die Ukrainerinnen Maryna Hladun und Tetjana Lasarenko im Endspiel als zu stark. Die Vizeeuropameisterschaft war trotzdem neben der Olympiateilnahme der größte bisherige Erfolg für das Beachpaar aus La Grande Nation. Zuvor hatten die beiden mit den Bronzemedaillen bei den Challengers in Alanya und Stare Jablonki auch ihre bis zu diesem Zeitpunkt besten Resultate bei der internationalen professionellen Beachserie erzielt.